# Staffan Olsson
Erik Staffan Olsson (ur. 26 marca 1964 w Uppsali) – szwedzki piłkarz ręczny, rozgrywający oraz trener. Trzykrotny medalista olimpijski.
W reprezentacji Szwecji w latach 1984–2002 rozegrał 357 spotkań i zdobył 852 bramki. Dwukrotnie zdobywał tytuł mistrza świata (1990 i 1999), cztery razy zwyciężał w mistrzostwach kontynentu (1994, 1998, 2000 i 2002). Na trzech igrzyskach z rzędu (1992, 1996, 2000) reprezentacja Szwecji sięgała po srebro. Grał w klubach szwedzkich i niemieckich, największe sukcesy odnosząc z THW Kiel.
Po zakończeniu kariery został w Hammarby trenerem i poprowadził ten zespół do trzech tytułów mistrza kraju (2006, 2007 i 2008). Od 2008 wspólnie z Olą Lindgrenem jest selekcjonerem reprezentacji Szwecji.

## Kluby
- Skånela
- Uppsala
- TV Hüttenberg
- HK Cliff
- TV Niederwürzbach (1992–1996)
- THW Kiel (1996–2003)
- Hammarby IF (2003–2006)